# Nana de la Balena
La Nana de la Balena és una galàxia nana esferoïdal que es troba a 2,46 milions d'anys llum de distància. És una galàxia aïllada del Grup Local el qual conté també la Via Làctia. Totes les estrelles més fàcilment observables de la galàxia són gegants vermelles.

## Història
La Nana de la Balena va ser descoberta el 1999 per Alan Whiting, George Hau i Mike Irwin i es va comprovar que era un membre del Grup Local.

## Característiques
A data del 2000, no s'ha trobat hidrogen neutral relacionat amb la Nana de la Balena.